# Cuc (informàtica)
En informàtica, un cuc (en anglès worm) és un programari maliciós autoreplicant que no altera els arxius sinó que resideix en la memòria i es duplica a si mateix.
Els cucs utilitzen les parts automàtiques d'un sistema operatiu que generalment són invisibles a l'usuari. És usual detectar la presència de cucs en un sistema quan, a causa de la seva incontrolada replicació, els recursos del sistema es consumeixen fins al punt que les tasques ordinàries del mateix són excessivament lentes o simplement no poden executar-se. Però també poden esborrar arxius.